# Xiangcheng (Zhoukou)
Koordinaten: 33° 28′ N, 114° 53′ O
Die Stadt Xiangcheng (chinesisch 项城市, Pinyin Xiàngchéng Shì) ist eine kreisfreie Stadt in der chinesischen Provinz Henan. Sie gehört zum Verwaltungsgebiet der bezirksfreien Stadt Zhoukou. Xiangcheng hat eine Fläche von 1.083 km² und zählt 973.200 Einwohner (Stand: Ende 2018).